# Seznam dílů seriálu Batesův motel
Toto je seznam dílů seriálu Batesův motel. Americký televizní seriál Batesův motel je prequelem k filmu Psycho. Líčí život Normana Batese a jeho matky Normy před událostmi, které se udály ve filmu, a je zasazen do moderního 21. století.
V Česku se seriál vysílá na kanálu ČT2.

## Přehled řad
| Řada | Díly | Premiéra v USA  | Premiéra v USA  | Premiéra v ČR | Premiéra v ČR |
| Řada | Díly | První díl       | Poslední díl    | První díl     | Poslední díl  |
| ---- | ---- | --------------- | --------------- | ------------- | ------------- |
| 1    | 10   | 18. března 2013 | 20. května 2013 |               |               |
| 2    | 10   | 3. března 2014  | 5. května 2014  |               |               |
| 3    | 10   | 9. března 2015  | 11. května 2015 |               |               |
| 4    | 10   | 7. března 2016  | 16. května 2016 |               |               |
| 5    | 10   | 20. února 2017  | 24. dubna 2017  |               |               |

## Seznam dílů

### První řada (2013)
| Č. v seriálu | Č. v řadě | Původní název                  | Český název                       | Režie           | Scénář                                                                                     | Premiéra v USA  | Premiéra v ČR   |
| ------------ | --------- | ------------------------------ | --------------------------------- | --------------- | ------------------------------------------------------------------------------------------ | --------------- | --------------- |
| 1            | 1         | First You Dream, Then You Die  | Nejdřív máš sen, pak zemřeš       | Tucker Gates    | námět: Carlton Cuse, Kerry Ehrin a Anthony Cipriano scénář: Kerry Ehrin a Anthony Cipriano | 18. března 2013 | 9. ledna 2015   |
| 2            | 2         | Nice Town You Picked, Norma... | Hezké město jsi vybrala, Normo... | Tucker Gates    | Kerry Ehrin                                                                                | 25. března 2013 | 16. ledna 2015  |
| 3            | 3         | What's Wrong with Norman       | Co je to s Normanem               | Paul A. Edwards | Jeff Wadlow                                                                                | 1. dubna 2013   | 23. ledna 2015  |
| 4            | 4         | Trust Me                       | Věř mi...                         | Johan Renck     | Kerry Ehrin                                                                                | 8. dubna 2013   | 30. ledna 2015  |
| 5            | 5         | Ocean View                     | Výhled na oceán                   | David Straiton  | Jeff Wadlow                                                                                | 15. dubna 2013  | 6. února 2015   |
| 6            | 6         | The Truth                      | Pravda                            | Tucker Gates    | Carlton Cuse a Kerry Ehrin                                                                 | 22. dubna 2013  | 14. února 2015  |
| 7            | 7         | The Man in Number 9            | Muž v čísle 9                     | S. J. Clarkson  | Kerry Ehrin                                                                                | 29. dubna 2013  | 21. února 2015  |
| 8            | 8         | A Boy and His Dog              | Chlapec a jeho pes                | Ed Bianchi      | Bill Balas                                                                                 | 6. května 2013  | 28. února 2015  |
| 9            | 9         | Underwater                     | Pod vodou                         | Tucker Gates    | Carlton Cuse a Kerry Ehrin                                                                 | 13. května 2013 | 7. března 2015  |
| 10           | 10        | Midnight                       | Půlnoc                            | Tucker Gates    | Carlton Cuse a Kerry Ehrin                                                                 | 20. května 2013 | 14. března 2015 |

### Druhá řada (2014)
| Č. v seriálu | Č. v řadě | Původní název          | Český název              | Režie              | Scénář                       | Premiéra v USA  | Premiéra v ČR   |
| ------------ | --------- | ---------------------- | ------------------------ | ------------------ | ---------------------------- | --------------- | --------------- |
| 11           | 1         | Gone But Not Forgotten | Mrtvá, ale ne zapomenutá | Tucker Gates       | Carlton Cuse a Kerry Ehrin   | 3. března 2014  | 21. března 2015 |
| 12           | 2         | Shadow of a Doubt      | Stín pochybnosti         | Tucker Gates       | Kerry Ehrin                  | 10. března 2014 | 28. března 2015 |
| 13           | 3         | Caleb                  | Caleb                    | Lodge Kerrigan     | Alexandra Cunningham         | 17. března 2014 | 4. dubna 2015   |
| 14           | 4         | Check-Out              | Odchod                   | John David Coles   | Liz Tigelaar                 | 24. března 2014 | 11. dubna 2015  |
| 15           | 5         | The Escape Artist      | Mistr útěků              | Christopher Nelson | Nikki Toscano                | 31. března 2014 | 18. dubna 2015  |
| 16           | 6         | Plunge                 | Skok do vody             | Ed Bianchi         | Kerry Ehrin                  | 7. dubna 2014   | 25. dubna 2015  |
| 17           | 7         | Presumed Innocent      | Presumpce neviny         | Roxann Dawson      | Alexandra Cunningham         | 14. dubna 2014  | 2. května 2015  |
| 18           | 8         | Meltdown               | Kolaps                   | Ed Bianchi         | Liz Tigelaar a Nikki Toscano | 21. dubna 2014  | 9. května 2015  |
| 19           | 9         | The Box                | Bedna                    | Tucker Gates       | Carlton Cuse a Kerry Ehrin   | 28. dubna 2014  | 16. května 2015 |
| 20           | 10        | The Immutable Truth    | Neměnná pravda           | Tucker Gates       | Kerry Ehrin a Carlton Cuse   | 5. května 2014  | 23. května 2015 |

### Třetí řada (2015)
| Č. v seriálu | Č. v řadě | Původní název         | Český název     | Režie              | Scénář                                      | Premiéra v USA  | Premiéra v ČR   |
| ------------ | --------- | --------------------- | --------------- | ------------------ | ------------------------------------------- | --------------- | --------------- |
| 21           | 1         | A Death in the Family | Smrt v rodině   | Tucker Gates       | Carlton Cuse a Kerry Ehrin                  | 9. března 2015  | 22. dubna 2016  |
| 22           | 2         | The Arcanum Club      | Klub Arkánum    | Tucker Gates       | Kerry Ehrin                                 | 16. března 2015 | 22. dubna 2016  |
| 23           | 3         | Persuasion            | Přesvědčování   | Tim Southam        | Steve Kornacki a Alyson Evans               | 23. března 2015 | 29. dubna 2016  |
| 24           | 4         | Unbreak-Able          | Heslo           | Christopher Nelson | Erica Lipez                                 | 30. března 2015 | 29. dubna 2016  |
| 25           | 5         | The Deal              | Dohoda          | Nestor Carbonell   | Scott Kosar                                 | 6. dubna 2015   | 6. května 2016  |
| 26           | 6         | Norma Louise          | Norma Louise    | Phil Abraham       | Kerry Ehrin                                 | 13. dubna 2015  | 6. května 2016  |
| 27           | 7         | The Last Supper       | Poslední večeře | Ed Bianchi         | Philip Buiser                               | 20. dubna 2015  | 13. května 2016 |
| 28           | 8         | The Pit               | Jáma            | Roxann Dawson      | Bill Balas                                  | 27. dubna 2015  | 13. května 2016 |
| 29           | 9         | Crazy                 | Šílenství       | Tucker Gates       | Steve Kornacki, Alyson Evans a Torrey Speer | 4. května 2015  | 20. května 2016 |
| 30           | 10        | Unconscious           | Bezvědomí       | Tucker Gates       | Kerry Ehrin a Carlton Cuse                  | 11. května 2015 | 20. května 2016 |

### Čtvrtá řada (2016)
| Č. v seriálu | Č. v řadě | Původní název                  | Český název              | Režie              | Scénář                        | Premiéra v USA  | Premiéra v ČR   |
| ------------ | --------- | ------------------------------ | ------------------------ | ------------------ | ----------------------------- | --------------- | --------------- |
| 31           | 1         | A Danger to Himself and Others | Nebezpečný sobě i okolí  | Tucker Gates       | Carlton Cuse a Kerry Ehrin    | 7. března 2016  | 11. února 2017  |
| 32           | 2         | Goodnight, Mother              | Dobrou noc, máti         | Tim Southam        | Kerry Ehrin a Torrey Speer    | 14. března 2016 | 18. února 2017  |
| 33           | 3         | Til Death Do You Part          | Dokud vás smrt nerozdělí | Phil Abraham       | Steve Kornacki a Alyson Evans | 21. března 2016 | 25. února 2017  |
| 34           | 4         | Lights of Winter               | Zimní světla             | T.J. Scott         | Tom Szentgyorgyi              | 28. března 2016 | 4. března 2017  |
| 35           | 5         | Refraction                     | Jak se láme světlo       | Sarah Boyd         | Erica Lipez                   | 11. dubna 2016  | 11. března 2017 |
| 36           | 6         | The Vault                      | Trezor                   | Olatunde Osunsanmi | Scott Kosar                   | 28. dubna 2016  | 18. března 2017 |
| 37           | 7         | There's No Place Like Home     | Všude dobře, doma nejlíp | Nestor Carbonell   | Philip Buiser                 | 25. dubna 2016  | 25. března 2017 |
| 38           | 8         | Unfaithful                     | Nevěrná                  | Stephen Surjik     | Freddie Highmore              | 2. května 2016  | 1. dubna 2017   |
| 39           | 9         | Forever                        | Navždy                   | Tim Southam        | Carlton Cuse a Kerry Ehrin    | 9. května 2016  | 8. dubna 2017   |
| 40           | 10        | Norman                         | Norman                   | Tucker Gates       | Kerry Ehrin                   | 16. května 2016 | 15. dubna 2017  |

### Pátá řada (2017)
| Č. v seriálu | Č. v řadě | Původní název                | Český název       | Režie              | Scénář                                                         | Premiéra v USA  | Premiéra v ČR  |
| ------------ | --------- | ---------------------------- | ----------------- | ------------------ | -------------------------------------------------------------- | --------------- | -------------- |
| 41           | 1         | Dark Paradise                | Temný ráj         | Tucker Gates       | Kerry Ehrin                                                    | 20. února 2017  | 9. ledna 2019  |
| 42           | 2         | The Convergence of the Twain | Sbližování        | Sarah Boyd         | Alyson Evans a Steve Kornacki                                  | 27. února 2017  | 16. ledna 2019 |
| 43           | 3         | Bad Blood                    | Zlá krev          | Sarah Boyd         | Tom Szentgyorgyi                                               | 6. března 2017  | 23. ledna 2019 |
| 44           | 4         | Hidden                       | V skrytu          | Max Thieriot       | Torrey Speer                                                   | 13. března 2017 | 30. ledna 2019 |
| 45           | 5         | Dreams Die First             | Sny umírají první | Nestor Carbonell   | Erica Lipez a Kerry Ehrin                                      | 20. března 2017 | 6. února 2019  |
| 46           | 6         | Marion                       | Marion            | Phil Abraham       | Carlton Cuse a Kerry Ehrin                                     | 27. března 2017 | 13. února 2019 |
| 47           | 7         | Inseparable                  | Nerozlučně spjati | Steph Green        | námět: Freddie Highmore a Erica Lipez scénář: Freddie Highmore | 3. dubna 2017   | 20. února 2019 |
| 48           | 8         | The Body                     | Tělo              | Freddie Highmore   | Erica Lipez                                                    | 10. dubna 2017  | 27. února 2019 |
| 49           | 9         | Visiting Hours               | Návštěvní hodiny  | Olatunde Osunsanmi | Scott Kosar                                                    | 17. dubna 2017  | 6. března 2019 |
| 50           | 10        | The Cord                     | Pouto             | Tucker Gates       | Kerry Ehrin a Carlton Cus                                      | 24. dubna 2017  | 13. února 2019 |